# Dorothy Mary Donaldson
Pour les articles homonymes, voir Donaldson.
Dorothy Mary Donaldson, baronne de Lymington, née Warwick le 29 août 1921 et morte le 4 octobre 2003, est la première femme à occuper le poste de lord-maire de Londres (1983-1984).

## Biographie
Dorothy Mary Donaldson est née à Wickham dans le comté du Hampshire d'un père quincaillier et d'une mère institutrice. Elle a suivi une formation en soins infirmiers pendant la Deuxième Guerre mondiale pour  devenir infirmière en 1946.
En 1966 Mary Donaldson a été élue membre du conseil municipal (court of Common Council) de la Corporation de la Cité de Londres avant de devenir en 1975 la première femme à être élue membre de la cour des échevins (Court of Aldermen) puis, en 1981 la première femme shérif de la Cité de Londres,. 
En 1983, elle a été élue lord-maire de Londres devenant ainsi la première femme à occuper ce poste. Elle est restée l’unique femme lord-maire et ce jusqu’à l’élection de Fiona Woolf en 2013.

## Vie privée
En 1945 Mary Donaldson épouse John Donaldson, baron de Lymington et Master of the Rolls, devenant ainsi la baronne de Lymington. De ce mariage naîtront deux filles et un garçon.

## Distinctions
Mary Donaldson est dame grand-croix de l'ordre de l'Empire britannique (GBE) et dame de justice de l'ordre de Saint-Jean (DStJ).